# Apella
Apella byla v starověké Spartě lidovým shromážděním občanů.
Apella svolávali pravidelně spartští úředníci eforové. Scházeli se na nich spartští občané (řecky Spartiatai), kteří dovršili alespoň třicet let. Apella mohla rozhodovat pouze o těch záležitostech, které na jednání sněmu připravila gerúsia. Právo řečnit na apellu měli jen králové nebo úředníci, občané jen rozhodovali. Hlasování bylo jednoduché: občané se buď rozdělili na dvě skupiny, podle toho, kdo podporoval nebo nepodporoval nějaký návrh, nebo údery mečů na štíty vyjadřovali svou spokojenost či nespokojenost.